# Harta (Hongarije)
Harta is een plaats (nagyközség) en gemeente in het Hongaarse comitaat Bács-Kiskun. Harta telt 3869 inwoners (2005).